# Sigma Boy
„Sigma Boy” (în rusă Сигма Бой, transliterat: Sigma Boi) este un cântec al bloggerilor[ruși]] Betsy, în vârstă de 11 ani, și Maria Yankovskaya, în vârstă de 12 ani, lansat ca single de casa de discuri Rhymes Music [ru] pe 4 octombrie 2024. A devenit viral pe TikTok și, de asemenea, a intrat în topuri pe Spotify, YouTube, Shazam și iTunes. [19] Pe Spotify, a ajuns în fruntea clasamentului Viral 50 Global la un moment dat.
```
Acest cântec în europa este considerat "propagandă rusească" ,dar în rusia este "cântec periculos pentru copii"
```

## Context și lansare
Betsy înregistrează cântece de câțiva ani. În special, "Simple Dimple Pop It Squish" ("Симпл Димпл Поп Ит Сквиш") a fost raportat a fi fost popular în Asia. Maria Yankovskaya este blogger și gazdă regulată la СTC Kids, un canal de televiziune rus pentru copii. Pe 19 octombrie 2024, Betsy și Maria Yankovskaya au primit premiul STS Kids' SuperLikeShow la categoria „Super Trend”. De asemenea, au interpretat piesa "Sigma Boy" pe scenă în timpul ceremoniei de premiere.
Cântecul a fost scris de tatăl lui Betsy, compozitorul Mihail Cerțișciov, în colaborare cu cântărețul rock Mukka [ru],[30] cel mai notabil pentru cântecul "Girl with a Bob Haircut" (în rusă: "Девочка с каре"). Potrivit lui Cerțișciov, atunci când scrie cântece, acestea vin la el spontan și nu au inițial nicio semnificație. El le înregistrează pe un dictafon și mai târziu le evaluează "viralitatea".
Succesul cântecului este creditat "cuvântului în gură" al TikTok. În special, TikTokerul german Streichbruder (@simonbth1) a început o tendință în care a pus melodia la volum maxim în transportul public. Cântecul a devenit mai târziu popular printre jucătorii Roblox, un utilizator folosindu-l pentru a râde de tinerii cu părul "pufos".

## Compoziție
Cu versurile și ritmul său simplu, cântecul a fost descris ca încadrându-se în definiția "brain rot". Pe YouTube, multe comentarii glumesc despre modul în care melodia este „enervantă" și "iritantă": "Prietenul meu a fost paralizat de la talie în jos, dar după ce a ascultat această piesă s-a ridicat în picioare și a ieșit pe fereastră" sau "Am setat această melodie ca ton de alarmă de trezire, iar acum mă trezesc cu două ore mai devreme pentru a mă asigura că alarma nu va suna".
Refrenul se traduce în:
„Sigma, sigma boy, sigma boy, sigma boy
Fiecare fată vrea să danseze cu tine
Sigma, sigma boy, sigma boy, sigma boy
Sunt atât de specială încât îți va lua un an să mă cucerești.”
Potrivit lui Betsy, semnificația cântecului este „ideea este că eu și Maria suntem atât de cool, iar Sigma Boy încearcă să ne cucerească, iar noi încercăm să-l câștigăm și pe el”. Ea a explicat, de asemenea, că „Sigma Boy este un băiat foarte încrezător în sine, care nu are nevoie de nimeni. În același timp, toate fetele se îndrăgostesc de el”.